# Edmond-Joseph-Louis-Jules Laurent
Edmond-Joseph-Louis-Jules Laurent, francoski general, * 1884, † 1971.